# Absztrakt dokumentum minta
Az absztrakt dokumentum minta egy szerkezeti programtervezési minta, arra, hogy az objektumokat lazán típusozott kulcs-érték szerkezetbe rendezze, amit különböző típusú nézetekkel lehet megnézni. Célja, hogy nagy mértékű hajlékonyságot érjen el egy erősen típusozott nyelvben, ahol az objektumfa menet közben új tulajdonságokkal bővíthető a típusbiztonság támogatásának elvesztése nélkül. A minta vonásokat használ, hogy egy osztály tulajdonságait különböző interfészekbe ossza. A dokumentum szó a dokumentumorientált adatbázisokból származik.

## Definíció
A dokumentum egy objektum, ami több különböző tulajdonságot tartalmaz. Ez lehet egy érték, szám vagy string, vagy más dokumentumok listája. Minden tulajdonságot kulccsal hivatkoznak.. A dokumentumfa beutazásakor a felhasználó meghatároz egy konstruktort, amivel a következő szint osztályának megvalósítását létrehozza. Ezek gyakran különböző vonások uniója, amelyek a dokumentum (Docemunent) interfészt terjesztik ki, és lehetővé teszik, hogy önállóan kezeljék a tulajdonságok átadását és módosítását.

## Szerkezete

Absztrakt dokumentum minta szerkezeti vázlata

A Document interfész megállapítja, hogy mely tulajdonságok olvashatók és írhatók get és put metódiusokkal, továbbá az aldokumentumok bejárhatók a children metódussal. Ez függvényreferenciát igényel egy metódusra, ami képes egy gyerek típusozott nézetét generálni annak a mapnek az ismeretében, ami hivatkozza azokat az adatokat, amelyeket a gyereknek tartalmaznia kell. A hivatkozásokra azért van szükség, hogy ha itt megváltoztatnak valamit, akkor az eredeti is megváltozzon.
A megvalósítások több traitből is örökölhetnek, amelyek különböző tulajdonságokat írnak le, habár lehetnek több traitből örökölt tulajdonságok is. Az egyetlen korlátozás az, hogy a megvalósítás állapotmentes legyen, kivéve a BaseDocumentből örökölt tulajdonságokat.

## Használata
Az absztrakt dokumentumminta megengedi, hogy a programozó úgy tárolja a változókat, mint konfigurációs változókat egy nem típusozott dokumentumfában, és a dokumentumokat típusozott nézetekben szerkesztheti. Az újabb nézetek vagy megvalósítások nem érintik a belső dokumentumszerkezetet. Ennek az az előnye, hogy lazítja a kapcsolatot az elemek között, de növeli a típuskonverzióból következő hibák valószínűségét, mivel a tulajdonságok típusa nem mindig nyilvánvaló.

## Pszeudokód
```
 
interface
 Document
  put(key : String, value : Object) : Object
   get(key : String) : Object
   children(key : String, constructor : Map<String, Object> -> T) : T[]
   
 
abstract
 
class
 BaseDocument : Document
   properties : Map<String, Object>
   
   
constructor
(properties : Map<String, Object>)
       this->properties := properties
       
   
implement
 put(key : String, value : Object) : Object
       
return
 this->properties->put(key, value)
       
   
implement
 get(key : String) : Object
       
return
 this->properties->get(key)
       
   
implement
 children(key : String, constructor : Map<String, Object> -> T) : T[]
       
var
 result := 
new
 T[]
       
       
var
 children := this->properties->get(key) 
castTo
 Map<String, Object>[]
       
foreach
 ( child 
in
 children )
           result[] := constructor->apply(child)
           
       
return
 result
```

## Implementációs példa
A következő példák Java nyelvűek.
Document.java
```
public
 
interface
 
Document
 
{

    
Object
 
put
(
String
 
key
,
 
Object
 
value
);

    
Object
 
get
(
String
 
key
);

    
<
T
>
 
Stream
<
T
>
 
children
(

            
String
 
key
,

            
Function
<
Map
<
String
,
 
Object
>
,
 
T
>
 
constructor

    
);

}

```

BaseDocument.java
```
public
 
abstract
 
class
 
BaseDocument
 
implements
 
Document
 
{

    
private
 
final
 
Map
<
String
,
 
Object
>
 
entries
;

    
protected
 
BaseDocument
(
Map
<
String
,
 
Object
>
 
entries
)
 
{

        
this
.
entries
 
=
 
requireNonNull
(
entries
);

    
}

    
@Override

    
public
 
final
 
Object
 
put
(
String
 
key
,
 
Object
 
value
)
 
{

        
return
 
entries
.
put
(
key
,
 
value
);

    
}

    
@Override

    
public
 
final
 
Object
 
get
(
String
 
key
)
 
{

        
return
 
entries
.
get
(
key
);

    
}

    
@Override

    
public
 
final
 
<
T
>
 
Stream
<
T
>
 
children
(

            
String
 
key
,

            
Function
<
Map
<
String
,
 
Object
>
,
 
T
>
 
constructor
)
 
{

        
final
 
List
<
Map
<
String
,
 
Object
>>
 
children
 
=
 

            
(
List
<
Map
<
String
,
 
Object
>>
)
 
get
(
key
);

        
return
 
children
 
==
 
null

                    
?
 
Stream
.
empty
()

                    
:
 
children
.
stream
().
map
(
constructor
);

    
}

}

```

Usage.java
```
Map
<
String
,
 
Object
>
 
source
 
=
 
...;

Car
 
car
 
=
 
new
 
Car
(
source
);

String
 
model
 
=
 
car
.
getModel
();

int
 
price
 
=
 
car
.
getPrice
();

List
<
Wheel
>
 
wheels
 
=
 
car
.
children
(
"wheel"
,
 
Wheel
::
new
)

    
.
collect
(
Collections
.
toList
());

```

## Fordítás
Ez a szócikk részben vagy egészben  az   Abstract Document Pattern című angol Wikipédia-szócikk fordításán alapul.  Az eredeti cikk szerkesztőit annak laptörténete sorolja fel. Ez a jelzés csupán a megfogalmazás eredetét és a szerzői jogokat jelzi, nem szolgál a cikkben szereplő információk forrásmegjelöléseként.